# 2012–2013-as osztrák labdarúgó-bajnokság (első osztály)
A 2012–2013-as tipp-3 Bundesliga (szponzorált nevén T-Mobile Bundesliga) az osztrák labdarúgó-bajnokság legmagasabb osztályának 102. alkalommal megrendezett bajnoki éve volt. A pontvadászat 10 csapat részvételével, 2012. július 21-én indult és 2013. május 29-én ért véget.
A bajnoki címet az Austria Wien szerezte meg, mely a klub történetének 24. bajnoki címe. Az SV Mattersburg kiesett az élvonalból.

## A bajnokság rendszere
A pontvadászat 10 csapat részvételével zajlott, a csapatok a őszi-tavaszi lebonyolításban oda-visszavágós, körmérkőzéses rendszerben mérkőztek meg egymással. Minden csapat minden csapattal négy alkalommal játszott, kétszer pályaválasztóként, kétszer pedig idegenben.
A pontvadászat végső sorrendjét a 36 bajnoki forduló mérkőzéseinek eredményei határozták meg a szerzett összpontszám alapján kialakított rangsor szerint. A mérkőzések győztes csapatai 3 pontot, döntetlen esetén mindkét csapat 1-1 pontot kapott. Vereség esetén nem járt pont.

## Változások a 2011–2012-es szezont követően
Búcsúzott az élvonaltól
- Kapfenberger SV 10. helyezettként

Feljutott az élvonalba
- Wolfsberger AC, a másodosztály győzteseként

## Részt vevő csapatok
| Csapat                | Székhely         | Stadion                 | 2011–12     |
| --------------------- | ---------------- | ----------------------- | ----------- |
| Admira Wacker Mödling | Mödling          | BSFZ-Arena              | 3.          |
| Austria Wien          | Bécs             | Franz Horr Stadion      | 4.          |
| SV Mattersburg        | Nagymarton       | Pappelstadion           | 8.          |
| Rapid Wien            | Bécs             | Gerhard Hanappi Stadion | 2.          |
| Red Bull Salzburg     | Wals-Siezenheim  | Red Bull Arena          | 1.          |
| SV Ried               | Ried im Innkreis | Keine Sorgen Arena      | 6.          |
| Sturm Graz            | Graz             | Graz-Liebenau           | 5.          |
| Wacker Innsbruck      | Innsbruck        | Tivoli Neu              | 7.          |
| Wiener Neustadt       | Bécsújhely       | Wiener Neustadt Stadion | 9.          |
| Wolfsberger           | Wolfsberg        | Lavanttal-Arena         | 1. (II. o.) |

## A bajnokság végeredménye
| #  | Csapat                | M  | Gy | D  | V  | RG | KG | GK  | P  |
| -- | --------------------- | -- | -- | -- | -- | -- | -- | --- | -- |
| 1  | FK Austria Wien       | 36 | 25 | 7  | 4  | 84 | 31 | +53 | 82 |
| 2  | Red Bull Salzburg     | 36 | 22 | 11 | 3  | 91 | 39 | +52 | 77 |
| 3  | SK Rapid Wien         | 36 | 16 | 9  | 11 | 57 | 39 | +18 | 57 |
| 4  | SK Sturm Graz         | 36 | 13 | 9  | 14 | 49 | 56 | -7  | 48 |
| 5  | Wolfsberger           | 36 | 12 | 11 | 13 | 53 | 56 | -3  | 47 |
| 6  | SV Ried               | 36 | 13 | 7  | 16 | 60 | 59 | +1  | 46 |
| 7  | Wiener Neustadt       | 36 | 9  | 9  | 18 | 32 | 60 | -28 | 36 |
| 8  | Wacker Innsbruck      | 36 | 11 | 3  | 22 | 41 | 75 | -34 | 36 |
| 9  | Admira Wacker Mödling | 36 | 9  | 8  | 19 | 47 | 68 | -21 | 35 |
| 10 | SV Mattersburg        | 36 | 9  | 8  | 19 | 36 | 67 | -31 | 35 |

|  | Bundesliga bajnoka, 2013–14-es UEFA-bajnokok ligája – 3. selejtezőkör    |
|  | Bundesliga ezüstérmes, 2013–14-es UEFA-bajnokok ligája – 3. selejtezőkör |
|  | 2013–14-es Európa-liga – 3. selejtezőkör                                 |
|  | 2013–14-es Európa-liga – 2. selejtezőkör                                 |
|  | Kiesett a másodosztályba (Erste Liga)                                    |

- Az Austria Wien a 2012-2013-as szezon bajnoka.
- Az SV Mattersburg kiesett a másodosztályba (Erste Liga).

### Eredmények
|                  | Adm  | Aus  | Mat  | Rap  | Rie  | Sal  | Stu  | Wac  | Wie  | Wol  |
| ---------------- | ---- | ---- | ---- | ---- | ---- | ---- | ---- | ---- | ---- | ---- |
| Admira Wacker    | –––– | 4-6  | 5-1  | 0-2  | 0-2  | 4-4  | 1-2  | 4-1  | 4-0  | 1-1  |
| Austria Wien     | 1-0  | –––– | 3-1  | 2-0  | 6-1  | 0-1  | 0-1  | 2-0  | 3-0  | 1-1  |
| Mattersburg      | 3-0  | 2-4  | –––– | 0-3  | 2-1  | 1-3  | 3-1  | 1-2  | 2-0  | 1-1  |
| Rapid Wien       | 0-0  | 0-3  | 3-0  | –––– | 4-3  | 2-0  | 3-0  | 4-0  | 1-1  | 0-2  |
| Ried             | 1-1  | 0-1  | 6-1  | 0-2  | –––– | 3-1  | 0-1  | 2-0  | 3-1  | 0-2  |
| Salzburg         | 5-0  | 0-0  | 3-2  | 0-2  | 1-1  | –––– | 3-2  | 2-0  | 1-1  | 4-1  |
| Sturm Graz       | 3-2  | 1-1  | 0-0  | 2-1  | 3-1  | 0-2  | –––– | 3-0  | 3-1  | 4-1  |
| Wacker Innsbruck | 1-2  | 0-3  | 2-1  | 0-2  | 1-0  | 0-4  | 0-3  | –––– | 2-3  | 0-1  |
| Wiener Neustadt  | 2-1  | 0-2  | 0-0  | 0-1  | 2-3  | 0-3  | 1-1  | 0-1  | –––– | 2-1  |
| Wolfsberger      | 1-1  | 0-1  | 0-1  | 1-0  | 2-5  | 0-2  | 1-1  | 2-2  | 6-0  | –––– |

|                  | Adm  | Aus  | Mat  | Rap  | Rie  | Sal  | Stu  | Wac  | Wie  | Wol  |
| ---------------- | ---- | ---- | ---- | ---- | ---- | ---- | ---- | ---- | ---- | ---- |
| Admira Wacker    | –––– | 0-2  | 1-0  | 0-2  | 0-3  | 1-1  | 3-0  | 4-3  | 1-2  | 0-1  |
| Austria Wien     | 4-0  | –––– | 4-0  | 2-2  | 3-1  | 1-1  | 3-1  | 4-0  | 3-1  | 0-4  |
| Mattersburg      | 0-1  | 0-4  | –––– | 2-0  | 1-0  | 1-2  | 0-0  | 1-2  | 1-0  | 3-1  |
| Rapid Wien       | 1-1  | 1-2  | 2-2  | –––– | 3-0  | 1-3  | 1-1  | 2-1  | 2-0  | 0-0  |
| Ried             | 4-1  | 1-3  | 1-1  | 3-2  | –––– | 2-2  | 1-2  | 3-0  | 2-1  | 1-1  |
| Salzburg         | 2-1  | 3-0  | 7-0  | 3-3  | 2-2  | –––– | 3-0  | 3-1  | 3-1  | 6-2  |
| Sturm Graz       | 1-2  | 1-1  | 2-2  | 1-3  | 1-1  | 1-1  | –––– | 3-2  | 0-3  | 1-3  |
| Wacker Innsbruck | 3-1  | 0-3  | 2-0  | 1-1  | 2-0  | 2-3  | 2-1  | –––– | 1-0  | 2-3  |
| Wiener Neustadt  | 3-0  | 0-0  | 0-0  | 1-0  | 0-0  | 1-0  | 1-0  | 2-2  | –––– | 2-0  |
| Wolfsberger      | 0-0  | 3-6  | 1-0  | 2-1  | 1-3  | 1-1  | 3-0  | 2-3  | 1-1  | –––– |

## A góllövőlista élmezőnye
| Helyezés | Játékos             | Klub                  | Gólok száma |
| -------- | ------------------- | --------------------- | ----------- |
| 1        | Philipp Hosiner     | Admira / Austria Wien | 32          |
| 2        | Jonathan Soriano    | Red Bull Salzburg     | 26          |
| 3        | Sadio Mané          | Red Bull Salzburg     | 16          |
| 4        | Deni Alar           | Rapid Wien            | 15          |
| 4        | René Gartler        | Ried                  | 15          |
| 6        | Terrence Boyd       | Rapid Wien            | 13          |
| 7        | Richard Sukuta-Pasu | Sturm Graz            | 12          |
| 8        | Alan                | Red Bull Salzburg     | 11          |
| 8        | Robert Žulj         | Ried                  | 11          |
| 10       | Christian Falk      | Wolfsberger AC        | 10          |
| 10       | Alexander Gorgon    | Austria Wien          | 10          |
| 10       | Tomáš Jun           | Austria Wien          | 10          |
| 10       | Mihret Topčagić     | Wolfsberger AC        | 10          |